# Delegate
Delegate est un village australien situé dans la zone d'administration locale de Snowy Monaro en Nouvelle-Galles du Sud, à la frontière avec l'État de Victoria, à 523 km au sud de Sydney.
La population s'élevait à 351 habitants en 2016.

## Personnalités notables
- Hilda Rix Nicholas (1884-1961), artiste australienne, y est morte.